# Lijst van administratieve eenheden in Hải Dương
Deze lijst bevat een overzicht van administratieve eenheden in Hải Dương (Vietnam).
De provincie Hải Dương ligt in het noordoosten van Vietnam dat ook wel Vùng Đông Bắc wordt genoemd. De oppervlakte van de provincie bedraagt 1652,8 km² en telt ruim 1.732.800 inwoners. Hải Dương is onderverdeeld in één stad, één thị xã en tien huyện.

## Stad

### Thành phốHải Dương
- Phường Bình Hàn
- Phường Cẩm Thượng
- Phường Hải Tân
- Phường Lê Thanh Nghị
- Phường Ngọc Châu
- Phường Nguyễn Trãi
- Phường Nhị Châu
- Phường Phạm Ngũ Lão
- Phường Quang Trung
- Phường Tân Bình
- Phường Thanh Bình
- Phường Trần Hưng Đạo
- Phường Trần Phú
- Phường Tứ Minh
- Phường Việt Hòa
- Xã An Châu
- Xã Nam Đồng
- Xã Tân Hưng
- Xã Thạch Khôi
- Xã Thượng Đạt
- Xã Ái Quốc

## Thị xã

### Thị xãChí Linh
- Phường Bến Tắm
- Phường Chí Minh
- Phường Cộng Hòa
- Phường Hoàng Tân
- Phường Phả Lại
- Phường Sao Đỏ
- Phường Thái Học
- Phường Văn An
- Xã An Lạc
- Xã Bắc An
- Xã Cổ Thành
- Xã Đồng Lạc
- Xã Hoàng Hoa Thám
- Xã Hoàng Tiến
- Xã Hưng Đạo
- Xã Kênh Giang
- Xã Lê Lợi
- Xã Nhân Huệ
- Xã Tân Dân
- Xã Văn Đức

## Huyện

### HuyệnBình Giang
- Thị trấn Kẻ Sặt
- Xã Bình Minh
- Xã Bình Xuyên
- Xã Cổ Bi
- Xã Hồng Khê
- Xã Hùng Thắng
- Xã Hưng Thịnh
- Xã Long Xuyên
- Xã Nhân Quyền
- Xã Tân Hồng
- Xã Tân Việt
- Xã Thái Dương
- Xã Thái Hòa
- Xã Thái Học
- Xã Thúc Kháng
- Xã Tráng Liệt
- Xã Vĩnh Hồng
- Xã Vĩnh Tuy

### HuyệnCẩm Giàng
- Thị trấn Cẩm Giàng
- Thị trấn Lai Cách
- Xã Cẩm Điền
- Xã Cẩm Định
- Xã Cẩm Đoài
- Xã Cẩm Đông
- Xã Cẩm Hoàng
- Xã Cẩm Hưng
- Xã Cẩm Phúc
- Xã Cẩm Sơn
- Xã Cẩm Văn
- Xã Cẩm Vũ
- Xã Cao An
- Xã Đức Chính
- Xã Kim Giang
- Xã Lương Điền
- Xã Ngọc Liên
- Xã Tân Trường
- Xã Thạch Lỗi

### HuyệnGia Lộc
- Thị trấn Gia Lộc
- Xã Đoàn Thượng
- Xã Đồng Quang
- Xã Đức Xương
- Xã Gia Hòa
- Xã Gia Khánh
- Xã Gia Lương
- Xã Gia Tân
- Xã Gia Xuyên
- Xã Hoàng Diệu
- Xã Hồng Hưng
- Xã Lê Lợi
- Xã Liên Hồng
- Xã Nhật Tân
- Xã Phạm Trấn
- Xã Phương Hưng
- Xã Quang Minh
- Xã Tân Tiến
- Xã Thống Kênh
- Xã Thống Nhất
- Xã Toàn Thắng
- Xã Trùng Khánh
- Xã Yết Kiêu

### HuyệnKim Thành
- Thị trấn Phú Thái
- Xã Bình Dân
- Xã Cẩm La
- Xã Cổ Dũng
- Xã Cộng Hòa
- Xã Đại Đức
- Xã Đồng Gia
- Xã Kim Anh
- Xã Kim Đính
- Xã Kim Khê
- Xã Kim Lương
- Xã Kim Tân
- Xã Kim Xuyên
- Xã Lai Vu
- Xã Liên Hòa
- Xã Ngũ Phúc
- Xã Phúc Thành A
- Xã Tam Kỳ
- Xã Thượng Vũ
- Xã Tuấn Hưng
- Xã Việt Hưng

### HuyệnKinh Môn
- Thị trấn Kinh Môn
- Thị trấn Minh Tân
- Thị trấn Phú Thứ
- Xã An Phụ
- Xã An Sinh
- Xã Bạch Đằng
- Xã Duy Tân
- Xã Hiến Thành
- Xã Hiệp An
- Xã Hiệp Hòa
- Xã Hiệp Sơn
- Xã Hoành Sơn
- Xã Lạc Long
- Xã Lê Ninh
- Xã Long Xuyên
- Xã Minh Hòa
- Xã Phạm Mệnh
- Xã Phúc Thành B
- Xã Quang Trung
- Xã Tân Dân
- Xã Thái Sơn
- Xã Thái Thịnh
- Xã Thăng Long
- Xã Thất Hùng
- Xã Thượng Quận

### HuyệnNam Sách
- Thị trấn Nam Sách
- Xã An Bình
- Xã An Lâm
- Xã An Sơn
- Xã Cộng Hòa
- Xã Đồng Lạc
- Xã Hiệp Cát
- Xã Hồng Phong
- Xã Hợp Tiến
- Xã Minh Tân
- Xã Nam Chính
- Xã Nam Hồng
- Xã Nam Hưng
- Xã Nam Tân
- Xã Nam Trung
- Xã Phú Điền
- Xã Quốc Tuấn
- Xã Thái Tân
- Xã Thanh Quang

### HuyệnNinh Giang
- Thị trấn Ninh Giang
- Xã An Đức
- Xã Đồng Tâm
- Xã Đông Xuyên
- Xã Hiệp Lực
- Xã Hoàng Hanh
- Xã Hồng Dụ
- Xã Hồng Đức
- Xã Hồng Phong
- Xã Hồng Phúc
- Xã Hồng Thái
- Xã Hưng Long
- Xã Hưng Thái
- Xã Kiến Quốc
- Xã Nghĩa An
- Xã Ninh Hải
- Xã Ninh Hòa
- Xã Ninh Thành
- Xã Quang Hưng
- Xã Quyết Thắng
- Xã Tân Hương
- Xã Tân Phong
- Xã Tân Quang
- Xã Văn Giang
- Xã Văn Hội
- Xã Vạn Phúc
- Xã Vĩnh Hòa
- Xã ứng Hoè

### HuyệnThanh Hà
- Thị trấn Thanh Hà
- Xã An Lương
- Xã Cẩm Chế
- Xã Hồng Lạc
- Xã Hợp Đức
- Xã Liên Mạc
- Xã Phượng Hoàng
- Xã Quyết Thắng
- Xã Tân An
- Xã Tân Việt
- Xã Thanh An
- Xã Thanh Bính
- Xã Thanh Cường
- Xã Thanh Hải
- Xã Thanh Hồng
- Xã Thanh Khê
- Xã Thanh Lang
- Xã Thanh Sơn
- Xã Thanh Thủy
- Xã Thanh Xá
- Xã Thanh Xuân
- Xã Tiền Tiến
- Xã Trường Thành
- Xã Việt Hồng
- Xã Vĩnh Lập

### HuyệnThanh Miện
- Thị trấn Thanh Miện
- Xã Cao Thắng
- Xã Chi Lăng Bắc
- Xã Chi Lăng Nam
- Xã Diên Hồng
- Xã Đoàn Kết
- Xã Đoàn Tùng
- Xã Hồng Quang
- Xã Hùng Sơn
- Xã Lam Sơn
- Xã Lê Hồng
- Xã Ngô Quyền
- Xã Ngũ Hùng
- Xã Phạm Kha
- Xã Tân Trào
- Xã Thanh Giang
- Xã Thanh Tùng
- Xã Tiền Phong
- Xã Tứ Cường

### HuyệnTứ Kỳ
- Thị trấn Tứ Kỳ
- Xã An Thanh
- Xã Bình Lăng
- Xã Công Lạc
- Xã Đại Đồng
- Xã Đại Hợp
- Xã Dân Chủ
- Xã Đông Kỳ
- Xã Hà Kỳ
- Xã Hà Thanh
- Xã Hưng Đạo
- Xã Kỳ Sơn
- Xã Minh Đức
- Xã Ngọc Kỳ
- Xã Ngọc Sơn
- Xã Nguyên Giáp
- Xã Phượng Kỳ
- Xã Quang Khải
- Xã Quảng Nghiệp
- Xã Quang Phục
- Xã Quang Trung
- Xã Tái Sơn
- Xã Tân Kỳ
- Xã Tây Kỳ
- Xã Tiên Động
- Xã Tứ Xuyên
- Xã Văn Tố